# Estació de Poblenou
|  | Aquest article tracta sobre l'estació del Metro de Barcelona. Si cerqueu l'antiga estació de RENFE, vegeu «estació de Poblenou (MZA)». |

Poblenou és una estació de la Línia 4 del metro de Barcelona sota el Carrer Pujades al barri del Poblenou al districte de Sant Martí de Barcelona. L'estació va entrar en servei el 1977 com a part de la Línia IV i amb el nom de Pueblo Nuevo fins que el 1982 amb la reorganització dels números de línies i canvis de nom d'estacions va adoptar el nom actual. L'accés en superfície és al Carrer Pujades - Carrer Bilbao.

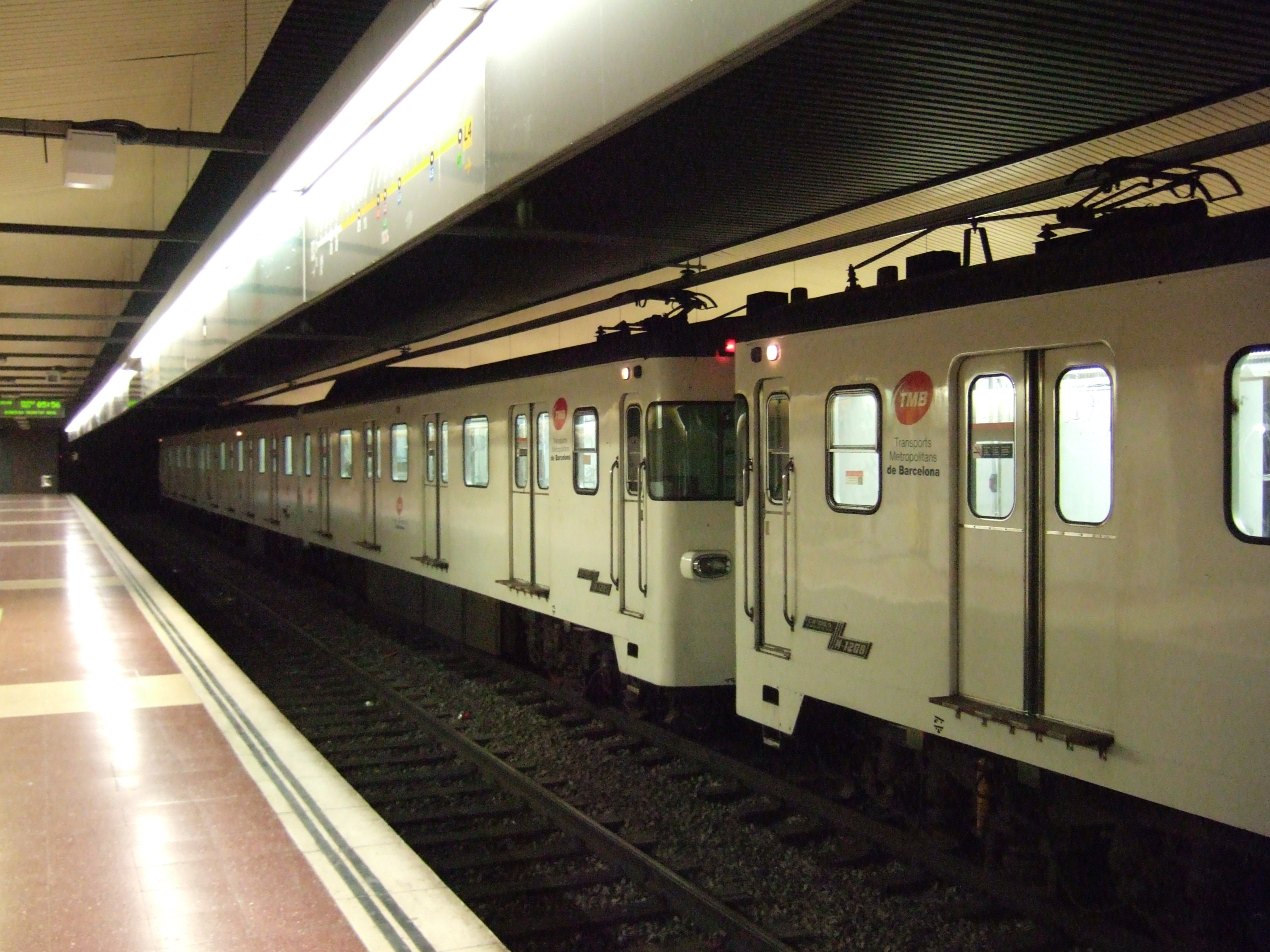
Tren a l'estació de Poblenou

| Metro de Barcelona     |         |                                              |              |                        |
| Procedència/Destinació | <       | Línia                                        | >            | Procedència/Destinació |
| Trinitat Nova          | Llacuna | Logotip de la Línia 4 del metro de Barcelona | Selva de Mar | La Pau                 |